# Sofia Valoppi
Sofia Valoppi (Roma, 29 luglio 2003) è una pallavolista italiana, libero del Firenze.

## Carriera

### Club
La carriera di Sofia Valoppi inizia nelle file del Volleyrò, in serie B1 nella stagione 2020-21. La stagione successiva si trasferisce nelle Marche dove difende i colori della Clementina. 
Nella stagione 2022-23 esordisce in Serie A2 firmando per la Roma Club, dove vince il campionato e la Coppa Italia di categoria. Nell'annata successiva è di scena per la prima volta nella massima categoria.
Dopo due stagioni con il club della capitale si trasferisce in Emilia-Romagna dove firma un contratto con l'Adolfo Consolini, squadra che milita nella serie cadetta. Con i colori della squadra di San Giovanni in Marignano vince la coppa di categoria, oltre alla promozione in Serie A!.
Nella stagione 2025-26 si accasa al Firenze, in Serie A1.

### Nazionale
Nel 2024 è convocata nella nazionale under 23 con cui vince la medaglia d'oro al campionato europeo.

## Palmarès

### Club
- Coppa Italia di Serie A2: 2

2022-23, 2024-25

### Nazionale (competizioni minori)
- Campionato europeo under 23 2024